# Teruo Abe
Teruo Abe (jap. 安部 輝雄, Abe Teruo) war ein japanischer Fußballspieler.

## Nationalmannschaft
1934 debütierte Abe für die japanische Fußballnationalmannschaft. Abe bestritt zwei Länderspiele. Mit der japanischen Nationalmannschaft qualifizierte er sich für die Far Eastern Championship Games 1934.